# Llista d'estats sobirans i territoris dependents d'Oceania

Oceania, en verd.

Aquesta és una llista d'estats sobirans i territoris dependents a Oceania. La llista inclou Australàsia, la Melanèsia, la Micronèsia i la Polinèsia.

## Estats sobirans

### Membres de les Nacions Unides
| Bandera | Mapa | Noms comuns i formals en català                          | Noms comuns i formals en l'idioma local                                                                                          | Capital                   | Població   | Àrea                            |
| ------- | ---- | -------------------------------------------------------- | --- | ------------------------- | ---------- | ------------------------------- |
|         |      | Austràlia Commonwealth d'Austràlia                       | anglès: Australia — Commonwealth of Australia                                                                                    | Canberra                  | 23.268.319 | 7,741,220 km2 (2,988,902 sq mi) |
|         |      | Estats Federats de Micronèsia                            | anglès: Federated States of Micronesia                                                                                           | Palikir                   | 106.487    | 702 km2 (271 sq mi)             |
|         |      | Fiji República de Fiji                                   | anglès: Fiji — Republic of Fiji fijià: Viti — Matanitu ko Viti hindi de Fiji: फीजी/Fiji - रिपब्लिक ऑफ फीजी/ Ripablik ăph Phījī          | Suva                      | 890.057    | 18,274 km2 (7,056 sq mi)        |
|         |      | Kiribati República de Kiribati                           | anglès: Kiribati — Republic of Kiribati gilbertès: Kiribati — Ribaberiki Kiribati                                                | Tarawa Sud anglès: Tarawa | 101.998    | 811 km2 (313 sq mi)             |
|         |      | Illes Marshall República de les Illes Marshall           | anglès: Marshall Islands — Republic of the Marshall Islands marshallès: Aelōn̄ in M̧ajeļ - Aolepān Aorōkin M̧ajeļ                   | Majuro                    | 68.480     | 181 km2 (70 sq mi)              |
|         |      | Illes Salomó                                             | anglès: Solomon Islands | Honiara                   | 584.578    | 28,896 km2 (11,157 sq mi)       |
|         |      | Nauru República de Nauru                                 | anglès: Nauru — Republic of Nauru nauruà: Naoero - Repubrikin Naoero                                                             | No en té                  | 9.378      | 21 km2 (8 sq mi)                |
|         |      | Nova Zelanda                                             | anglès: New Zealand maori: Aotearoa                                                                                              | Wellington                | 4.570.038  | 267,710 km2 (103,363 sq mi)     |
|         |      | Palau República de Palau                                 | anglès: Palau — Republic of Palau palauès: Belau — Beluu er a Belau                                                              | Ngerulmud                 | 21.032     | 459 km2 (177 sq mi)             |
|         |      | Papua Nova Guinea Estat Independent de Papua Nova Guinea | anglès: Papua New Guinea — Independent State of Papua New Guinea tok pisin: Papua Niugini — Independen Stet bilong Papua Niugini | Port Moresby              | 6.310.129  | 462,840 km2 (178,704 sq mi)     |
|         |      | Samoa Estat Independent de Samoa                         | anglès: Samoa — Independent State of Samoa samoà: Samoa — Malo Sa‘oloto Tuto'atasi o Samoa                                       | Apia                      | 194.320    | 2,831 km2 (1,093 sq mi)         |
|         |      | Tonga Regne de Tonga                                     | anglès: Tonga — Kingdom of Tonga tongalès: Tonga — Pule'anga Tonga                                                               | Nuku'alofa                | 106.146    | 747 km2 (288 sq mi)             |
|         |      | Tuvalu                                                   | anglès: Tuvalu tuvalià: Tuvalu                                                                                                   | Funafuti                  | 10.619     | 26 km2 (10 sq mi)               |
|         |      | Vanuatu República de Vanuatu                             | bislama: Vanuatu — Ripablik blong Vanuatu anglès: Vanuatu — Republic of Vanuatu francès: Vanuatu — République de Vanuatu         | Port Vila                 | 256.155    | 12,189 km2 (4,706 sq mi)        |

### No membres de les Nacions Unides
Els següents territoris són estats associats amb Nova Zelanda.
| Bandera | Mapa | Noms comuns i formals en català | Estatus                         | Noms comuns i formals en l'idioma local                    | Capital | Població | Àrea                |
| ------- | ---- | ------------------------------- | ------------------------------- | ---------------------------------------------------------- | ------- | -------- | ------------------- |
|         |      | Illes Cook                      | Estat associat amb Nova Zelanda | anglès: Cook Islands maori de les Illes Cook: Kūki 'Āirani | Avarua  | 11.124   | 236 km2 (91 sq mi)  |
|         |      | Niue                            | Estat associat amb Nova Zelanda | anglès: Niue                                               | Alofi   | 1.311    | 260 km2 (100 sq mi) |

## Territoris no sobirans
| Bandera | Mapa | Noms comuns i formals en català                                    | Estatus                                   | Noms comuns i formals en l'idioma local | Capital      | Població   | Àrea                           |
| ------- | ---- | ------------------------------------------------------------------ | ----------------------------------------- | --- | ------------ | ---------- | ------------------------------ |
|         |      | Atol Johnston                                                      | Illa d'Ultramar Menor dels EUA            | anglès: Johnston Atoll | No en té     | Deshabitat | 276.6 km2 (106.8 sq mi)        |
|         |      | Atol Midway                                                        | Illa d'Ultramar Menor dels EUA            | anglès: Midway Atoll | No en té     | Deshabitat | 2,355.2 km2 (909.3 sq mi)      |
|         |      | Atol Palmyra                                                       | Illa d'Ultramar Menor dels EUA            | anglès: Palmyra Atoll | No en té     | Deshabitat | 12 km2 (5 sq mi)               |
|         |      | Escull Kingman                                                     | Illa d'Ultramar Menor dels EUA            | anglès: Kingman Reef | No en té     | Deshabitat | 1,958.01 km2 (755.99 sq mi)    |
|         |      | Guam                                                               | Territori no incorporat dels Estats Units | anglès: Guam — Territory of Guam chamorro: Guahan                                                                                           | Hagåtña      | 183.286    | 544 km2 (210 sq mi)            |
|         |      | Hawaii Estat de Hawaii                                             | Estat dels Estats Units                   | anglès: Hawaii — State of Hawaii hawaià: Hawai'i — Moku'āina o Hawai'i                                                                      | Honolulu     | 1.404.054  | 28,311 km2 (10,931 sq mi)      |
|         |      | Illes Ashmore i Cartier Territori de les Illes Ashmore i Cartier   | Territori d'Austràlia                     | anglès: Ashmore and Cartier Islands | No en té     | Deshabitat | 5 km2 (2 sq mi)                |
|         |      | Illa Baker                                                         | Illa d'Ultramar Menor dels EUA            | anglès: Baker Island | No en té     | Deshabitat | 129.1 km2 (49.8 sq mi)         |
|         |      | Illes Chatham                                                      | Territori extern de Nova Zelanda          | anglès: Chatham Islands | No en té     | 600        | 966 km²                        |
|         |      | Illa Clipperton                                                    | Possessió francesa d'ultramar             | francès: Île Clipperton | San Juan     | 0          | 6 km²                          |
|         |      | Illa de Saba                                                       | Municipi especial dels Països Baixos      | neerlandès: Saba | The Bottom   | 1.991      | 13 km²                         |
|         |      | Illes del Mar del Corall Territori de les Illes del Mar del Corall | Territori d'Austràlia                     | anglès: Coral Sea Islands — Coral Sea Islands Territory                                                                                     | No en té     | Deshabitat | 3 km2 (1 sq mi)                |
|         |      | Illa de Pasqua                                                     | Territori especial de Xile                | castellà: Isla de Pascua rapa nui: Rapa Nui                                                                                                 | Hanga Roa    | 6.148      | 163.6 km2 (63 sq mi)           |
|         |      | Illa Howland                                                       | Illa d'Ultramar Menor dels EUA            | anglès: Howland Island | No en té     | Deshabitat | 138.6 km2 (53.5 sq mi)         |
|         |      | Illa Jarvis                                                        | Illa d'Ultramar Menor dels EUA            | anglès: Jarvis Island | No en té     | Deshabitat | 152 km2 (59 sq mi)             |
|         |      | Illa Norfolk                                                       | Territori d'Austràlia                     | anglès: Norfolk Island — Territory of Norfolk Island norfuk: Teratri of Norf'k Ailen                                                        | Kingston     | 2.169      | 36 km2 (14 sq mi)              |
|         |      | Illes Mariannes Septentrionals                                     | Estat associat amb els Estats Units       | anglès: Northern Mariana Islands — Commonwealth of the Northern Mariana Islands chamorro: Islas Mariånas — Sankattan Siha Na Islas Mariånas | Saipan       | 46.050     | 464 km2 (179 sq mi)            |
|         |      | Illes Pitcairn                                                     | Territori britànic d'ultramar             | anglès: Pitcairn Islands — Pitcairn, Henderson, Ducie and Oeno Islands pitcairnès: Pitkern Ailen                                            | Adamstown    | 54         | 47 km2 (18 sq mi)              |
|         |      | Illes Wake                                                         | Illa d'Ultramar Menor dels EUA            | anglès: Wake Island | No en té     | Deshabitat | 6.5 km2 (2.5 sq mi)            |
|         |      | Nova Caledònia                                                     | Col·lectivitat sui generis de França      | francès: Nouvelle-Calédonie | Nouméa       | 256.275    | 18,575 km2 (7,172 sq mi)       |
|         |      | Papua Occidental                                                   | Província d'Indonèsia                     | indonesi: Papua Barat | Manokwari    | 760.855    | 140,375.62 km2 (54,199 sq mi)  |
|         |      | Polinèsia Francesa                                                 | Col·lectivitat d'ultramar de França       | francès: Polynésie française | Papeete      | 294.935    | 4,167 km2 (1,609 sq mi)        |
|         |      | Papua                                                              | Província d'Indonèsia                     | indonesi: Papua | Jayapura     | 3.486.432  | 319,036.05 km2 (123,181 sq mi) |
|         |      | Samoa Nord-americana                                               | Territori no incorporat dels Estats Units | anglès: American Samoa — Territory of American Samoa samoà: Amerika Sāmoa                                                                   | Pago Pago    | 67.242     | 199 km2 (77 sq mi)             |
|         |      | Tokelau                                                            | Territori dependent de Nova Zelanda       | anglès i tokelauà: Tokelau | No aplicable | 1.384      | 12 km2 (5 sq mi)               |
|         |      | Wallis i Futuna                                                    | Col·lectivitat d'ultramar de França       | francès: Wallis et Futuna — Territoire des Iles Wallis et Futuna                                                                            | Matāʻutu     | 15.398     | 142 km2 (55 sq mi)             |